# Lokomotiva 464.1
 464.1 je řada rychlíkových parních lokomotiv ČSD vzniklá zdokonalením řady 464.0.

## Vznik a vývoj
V letech 1933 – 1940 dodala firma ČKD Československým státním drahám sérii úspěšných velkých tendrových lokomotiv řady 464.0 vlastní konstrukce (na výrobě se podílela i Škoda Plzeň). Snaha o zhospodárnění provozu vedla k vývoji zdokonalené verze s tlakem páry zvýšeným z 13 na 18 barů.
Nové lokomotivy 464.101 a 102 byly dodány v listopadu, resp. prosinci 1940. Lokomotiva 464.101 byla 2000. lokomotivou vyrobenou v ČKD. Cena jedné lokomotivy byla stanovena na 1 321 805,05 korun.

## Provoz
Lokomotivy byly předány do provozu 20. 11. a 31. 12. 1940, a to do výtopny Praha Hybernské nádraží (dnes opět Masarykovo). Na přelomu 50. a 60. let byly přiděleny jihlavskému depu a nasazovány v turnuse s oběma 464.2 a se 464.074 do vozby osobních vlaků i rychlíků na sklonově náročných tratích Českomoravské vrchoviny. Později se uplatnily zejména na vozebních ramenech Nymburk – Praha, Nymburk – Havlíčkův Brod, Hradec Králové – Havlíčkův Brod, Hradec Králové – Letohrad a dalších.
Na lokomotivu 464.101 byla dosazena dyšna Giesl. V roce 1975 byla vyřazena z provozu a používána jako vytápěcí kotel v Havlíčkově Brodě, Nymburce a Všetatech, a to až do zrušení 11. 9. 1979. Lokomotiva 464.102 dojezdila s původním komínem dne 26.9.1977, kdy byla úředně zrušena. Od 1.1.1979 se z ní stal vytápěcí kotel K 687. Z důvodu lepšího technického stavu byla právě tato lokomotiva v roce 1980 převedena do sbírek NTM.

## Konstrukce
Konstrukce lokomotivy odpovídala poslednímu provedení řady 464.0, s následujícími změnami:

### Kotel
Měděné topeniště bylo nahrazeno ocelovým. Plocha roštu se zmenšila, ale na druhou stranu byly navíc použity tři varné klenbové trubky. Válcový kotel obsahoval 112 žárnic a 26 kouřovek. Schmidtův přehřívač páry byl velkotrubnatý. Topeniště dostalo pneumaticky ovládaná dvířka Butterfly. Kotel byl poprvé vyroben z oceli z tuzemské produkce.

### Parní stroj
Parní stroj měl průměry válců zmenšené na 500 mm. Na lokomotivě 464.101 byla použita válcová šoupátka Nicolai, na 102 Trofimov. Na válcích chyběly pojišťovací záklopky.

## Zachované stroje

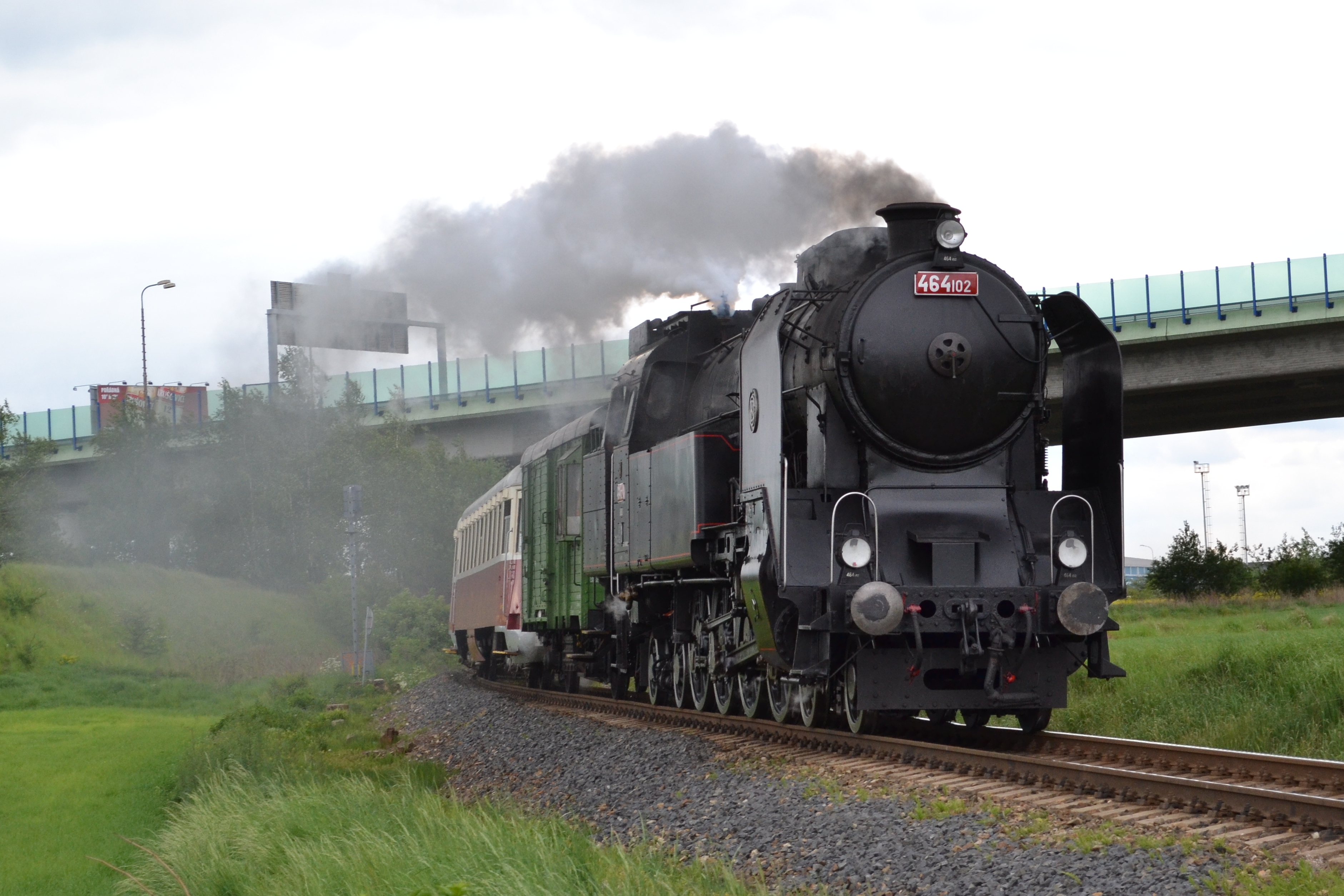
Lokomotiva 464.102 v čele nostalgického vlaku

- 464.102 – ČKD 2001/1940, oprava do provozního stavu, majetek NTM